# サンサンハナハナ-30
『サンサンハナハナ-30』は、2009年にパイオニアが開発・販売した完全告知型の沖スロ5号機。『スペシャルハナハナ-30』の後継機であり、ハナハナシリーズとしては第6弾。パネルは4号機『スーパーハナハナ30』を模したもの。保通協における型式名は機種名と同じ。

## 概要
告知は、パイオニア沖スロの伝統で、リールパネル上部左右にある「ハイビスカス」ランプが点灯・点滅すればボーナス確定となる。告知タイミングは、ボーナス当選時のレバーオン時と次ゲームレバーオン時の2種類で、前者が7/8、後者が1/8の割合となっており、『ニューハナハナ30』『スペシャルハナハナ-30』より次ゲーム告知割合が増加した。ビッグボーナス当選時に次ゲーム告知が選択されると、次ゲームにリプレイを含む小役当選時には「ハイビスカス」ランプでの告知が更に持ち越される。
点灯・点滅には多彩なバリエーションがあり、通常時と異なる光り方でビッグボーナスが確定し、『スペシャルハナハナ-30』の告知パターンに更に新たな告知が追加されている。
ボーナス図柄はビッグ・レギュラーがそれぞれ2種類で2枚掛けとなり、ビッグは345枚を越える払い出し（純増約312枚）、レギュラーは135枚を越える払い出し（純増約130枚）で終了する。
なお、5号機ハナハナシリーズではビッグボーナス及びレギュラーボーナスはそれぞれ1種類だったが、本機から4号機ハナハナシリーズで採用されていた白7が復活し、ビッグ・レギュラーが1種類ずつ増えている（ただし、フラグは共通のため、ビッグ・レギュラーともどちらの図柄でも揃えることが可能）。

## 告知演出（重複演出も含む）
本機でのボーナス確定告知は、歴代機同様、基本的にリールパネル上左右にある「ハイビスカス」ランプ点灯・点滅によって行われる。通常点滅以外はビッグボーナス確定となる。
- 通常点滅
- 高速点滅
- メラメラ点滅：炎がメラメラと燃えるような点滅パターン。
- オアーゼ点滅：ぼわーっとした感じの点滅パターン。
- 三三七拍子点滅：左3拍、右3拍、左右7拍の点滅パターン。
- 点灯：左右が同時に点灯。
- 花びらのみ点滅：新演出
- 葉っぱのみ点滅：新演出
- 花びら点灯葉っぱ点滅：新演出
- 花びら点滅葉っぱ点灯：新演出
- 低速点滅：周りが明るいと気付かない程度の瞬くような点滅パターン。次Gで通常点滅に切り替わる。
- 通常点滅+爆発音：点滅は通常と同じだが、レバーオン時にリールサンドに赤い光が走ると同時に爆発音が鳴る。
- 通常点滅+津波音：点滅は通常と同じだが、第1リール停止時にリールサンドに青い光が走ると同時に津波音が鳴る。
- 通常点滅+落雷音：点滅は通常と同じだが、第2リール停止時にリールサンドに黄色い光が走ると同時に落雷音が鳴る。
- 通常点滅+無音スタート。
- 一瞬点滅からの点灯：新演出
- フワフワ点滅：新演出
- ビリビリ点滅：上記のフワフワ点滅と同様、今作より採用された新演出である。
- カラフル点滅1･2：新演出。2種類あり､パネルで使われている"緑"と"赤"以外の色がLEDで表現されている。

また、フリーズ演出もあり、その際には「ハイビスカス」ランプが上記で示した点滅パターンが､
絵柄を揃えるまでリレー形式で全て発生する。
ボーナスと小役の同時抽選は行っているものの、確率は限りなく低い(但し、成立した場合必ずビッグボーナス)。
ちなみに各小役の重複時の挙動を挙げると
- リプレイ成立時に4号機のスーパーハナハナ-30のリプレイ音
- ベル成立時に通常とは違う払い出し音
- スイカ成立時に轟音とサンドランプが緑色に発光する。
- チェリー成立時､払い出した直後にリールの照明がブラックライトになる。

## ボーナス確率
| 設定 | BIG確率 | REG確率 | 合成確率 | 機械割 |
| ---- | ------- | ------- | -------- | ------ |
| 1    | 1/306   | 1/496   | 1/189    | 95%    |
| 2    | 1/296   | 1/468   | 1/181    | 98%    |
| 3    | 1/282   | 1/442   | 1/172    | 100%   |
| 4    | 1/268   | 1/412   | 1/162    | 103%   |
| 5    | 1/256   | 1/385   | 1/153    | 106%   |
| 6    | 1/244   | 1/364   | 1/146    | 110%   |

※各数値はメーカー発表値。